# Харбор Бич (Мичиген)
Харбор Бич (Мичиген) (енгл. Harbor Beach) град је у америчкој савезној држави Мичиген. По попису становништва из 2010. у њему је живело 1.703 становника.

## Демографија
Према попису становништва из 2010. у граду је живело 1.703 становника, што је 134 (7,3%) становника мање него 2000. године.
| Група             | 2000.         | 2010.         |
| Белци             | 1.761 (95,9%) | 1.631 (95,8%) |
| Афроамериканци    | 2 (0,1%)      | 4 (0,2%)      |
| Азијати           | 25 (1,4%)     | 19 (1,1%)     |
| Хиспаноамериканци | 17 (0,9%)     | 11 (0,6%)     |
| Укупно            | 1.837         | 1.703         |